# Pedro de Acuña y Portugal
Pedro de Acuña y Portugal (f. siglo XIV o p. siglo XV – Valencia de Don Juan, León, 1456),  II conde de Valencia de Don Juan.
Era hijo de Martín Vázquez de Acuña, conde de Valencia, y de su segunda esposa, la infanta María de Portugal. Además de ostentar el título condal, que su madre le revocó el 21 de abril de 1433 alegando ingratitud, Pedro fue también señor de Fresno, Cabreros y Villademor de la Vega. 
Tuvo participación en la tala de Vega de Granada y manifestó su oposición al privado del rey Juan II, Álvaro de Luna, tomando parte también en el secuestro del monarca en 1439. En 1441 aparece confirmando un privilegio real.
Contrajo matrimonio en dos ocasiones. Primero con Leonor de Quiñones, quien fuera segunda hija del señor de Luna y de María de Toledo. Con ella tuvo a:
1. Juan de Acuña y Portugal (1420-1475), III conde de Valencia de Don Juan, II duque de Valencia de Campos, casado con Teresa Enríquez.
2. Pedro, caballero de la Orden de Calatrava y embajador en Roma.

Y luego casó en segundas nupcias con Elvira de Stúñiga, hija del mariscal navarro, y nacieron:
1. María de Acuña.
2. Leonor.

Falleció en 1456 y sus restos fueron depositados junto con los de su primera esposa en la capilla mayor del monasterio de Santo Domingo de la villa de Valencia.